# Trójnik (elektryka)
Trójnik – w elektrotechnice rodzaj układu o trzech odgałęzieniach (końcówkach). Trójnik może mieć dowolną strukturę połączeń opartą np. na elementach typu R, L, C: oporniki, cewki czy kondensatory.